# Битка код Северног рта
Битка код Северног рта била је поморска битка у Другом светском рату која се одиграла 26. децембра 1943. године, као део тзв. Арктичке кампање. Немачки бојног брода Шарнхорст који је имао оперативни задатак да напада Арктичке конвоје ка СССР-у којим су га Сједињене Америчке Државе и Уједињено Краљевство снабдевали битним сировинама, храном, опремом и наоружањем. бојни брод Шарнхорст је био увучен у битку и потпољен од стране ратних бродова Краљевске ратне морнарице ~ бојног брода Ајрон Дјук, неколико крстарица и више разарача.
Ово је била последња битка топовима великих калибара у рату између Британије и Немачке. Победа Британаца само је потврдила њихову огромну стратешку предност, нарочито у површинским ратним бродовима. Поред тога, ово је био претпослењи сукоб бојних бродова ~ последњи је била битка у заливу Лејте између 23 и 26. октобра 1944. године.

## Ситуација пред битку
У касно лето 1943. године бојни брод Шарнхорст је заједно са тешком крстарицом Принц Еуген важио је за један од најсрећнијих немачких тешких ратних бродова. Успешно је прошао норвешку кампању 1940. године, два крстарења по Атлантском океану, годину дана готово непрекидних ваздушних напада РАФ-а док је био усидрен у Бресту, операцију Муња-Кербер ~ извлачење бојних бродова Шарнхорст, „Гнајзенау” и тешке крстарице „Принц Еуген” из Бреста у немачке луке ~ избегао је резање након смењивања великог адмирала Ериха Редера 30. јануара 1943. године. Септембра 1943. опет га је спасила срећа.
Ескадара немачких бојних бодова испловила је поседњи пут на задатак у Другом светском рату 8. септембра ~ Операција "Цитронела". Бојни бродови Тирпиц, „Шарнхорст” и десет разарача испловили су из Алта фјорда са задатком да униште обалске инсталације на Шпицбершким острвима. То је, заправо, био једини пута када је Тирпиц гађао својим топовма калибра 380 мм праве циљеве. Оба бојна брода су се са пратњим вратила у Алта фјорд након ове акције. Међутим, Шарнхорстово гађање непокретних мета на Шпицбершким острвима је било толико лоше да је капетан инсистирао да исплови на море ради вежби гађања упркос хроничној несташици горива. Док је бојни брод Шарнхорст био ван свог сидришта на вежби гађања, британске мини-подморнице су ноћу 22. септембра пробиле заштитне мреже и ушле у Алта фјорд током оперције Извор са циљем да потопе немачку ескадру.
Немачка тешка крстарица Лицов је променила сидриште након што су га извиђчки авиони РАФ-а последњи пут видели и подморнице нису могле да га пронађу, Шарнхорст је био на вежбама гађања ~ а немачки бојни брод „Тирпиц” био је тешко онеспособљен након експлозије четири мине. Према подацима контраадмирала Ханса Мајера, заповедника Тирпица оштећења су била следећа: све три турбине су у својим лежиштима тако тешко раздрмане да је било нужно ново мерење и подешавање. Било је такође неопходно да се одстрани неколико рупа на трупу брода. Оба дизел-генератора су била тако раздрмана да су им били неопходни поправка и испитивање лежајева и темеља на којима стоје. Биле су оштећене две топске куполе ~ број 3 „Антон” и број 4 „Цезар”. При промени правца тешко су се покретале и била им је неоподна замена кугличних лежајева. Напрсло је неколико ребара на поду око главне машине, тбог чега им била потребна поравка појачавањем ребара и лемљењем спојница. Били су оштећени оптички стероскопски уређаји за нишањење и била им је потребна замена из Немачке. Два мерача даљине су била оштећема. Требало је и поправити кормило које је било лако оштећено. Британци су основано претпостављали да Тирпиц услед оштећења и потребних поправки неће бити оперативно способан све до априла 1944. године. 23. септембра немачка тешка крстарица Лицов је испловила на ремонт у Балтик. У равнотежи сила на северу Норвешке је дошло до нагле промене јер су једини преостали оперативни тешки бродови Кригсмарине били бојни брод Шарнхорст и тешка крстарица Принц Еуген.
СССР је 21. септембра је почео да хитно захтева нове испоруке ратног материјала и сировина. Наредних месец дана дипломатаска ситуација је често била пред усијањем јер је Британија морала да те совјетске захтеве усклади са својом војно-поморском стратегијом. Крајем октобра Винстон Черчил је могао званично да обавести Стаљина да се Уједињено Краљевство може обавезати на предложени распоред пловидбе и тражени обим пошиљки.
15. новембра кренуо је конвој JW-54A а кроз недељу дана испловио је и JW-54B. Оба ова конвоја су стигла до совјетских лука без губитака.
Заповедник Краљевске ратне морнарице адмирал Брус Фрејзер је очекивао да ће Шарнхорст да исплови те се одлучио да следећи конвој, JW-55A, прати до Мурманска са ескадром бојних бродова, што је до тог тренутка била одлука без преседана од када су ишли савезнички конвоји ка СССР-у. Немачке снаге ни овог пута нису испловљавале те је JW-55A стигао 16. децембра у СССР без икаквих губитака. Адмирал Фрејзер је испловио из Мурманска 18. децембра, али ни при повратку није срео Немце на мору.
Када су конвоји за СССР опет почели да саобраћају Велики адмирал Карл Дениц је одлучио да бојни брод Шарнхорст ступи у борбу а у тој намери су га подржали и адмирали Ото Шнеивинд и Оскар Кумец. Борбени дух немачке флоте није могао да надомести тешкоће којих су и Дениц и Шнеивинд и Кумец били свесни из дотадашњих горких искустава ~ лоше временске прилике, ефикаснији бритаснки радар, опасност од напада разарача из непосредне пратње и непоуздана подршка Луфтвафе. Разматрало се да ли у акцију да крену и разарачи или би требало послати и „Шарнхорст”.
Највише искуства од свих за планирану операцију имао је адмирал Кумец, но он је почетком новембра био послат на дужи одмор, а заменио га је главни командант флотиле разарача контраадмирал Ерих Беј. Беј је имао доста ратног искуства, али само са разарачима и разрађивао је планове о нападима на конвоје ка СССР-у само са разарачима. Био је велики поборник ослањања на фактор среће и ломљења ситуације у правом тренутку. Када је дошао на нов положај није организовао посаду „Шарнхорста” у вежбама гађања.
Велики адмирал Дениц је 19. децембра обавестио Адолфа Хитлера да ће бојни брод Шарнхорст напасти следећи савезнички конвој који буде пловио за СССР, а наредног дана, 20. децембра за СССР је испловио конвој JW-55B, у чијем саставу је било 19 трговачких бродова а пратњу је чинило десет разарача. Била је то комбинација пратње као и пре ~ адмирал Фрејзер је са флором бојних бродова пратио конвој поласку док су крстарице под командом адмирала Роберта Барнета ~ „Шефилд”, „Белфаст” и „Норфолк” пратиле конвој у повратку, RA-55A, који је испловио из Мурманска 23. децембра. Адмирал Фрејзер је након битке тврдио да је имао јак осећај да ће Шарнхорст испловити и покушати да нападне и зато се држао у бајвећој могућој близини конвоја, а да притом не буде примићен од стране Немаца. Са друге стране, Врховна команда Кригсмарине, која је наредила да борбена група буде спремна када је конвој JW-55B примећен 22. децембра, очекивала је да ће напад бити релативно лака акција.
На Божић ујутру авиони Луфтвафеа који су стално пратили конвој JW-55B ~ док им је конвој RA-55A остао потуно непримећен ~ јасно су указивали који ће конвој бити нападнут. Адмирал Фрејзер је послао четири разарача од RA-55A чиме је појачао пратњу конвоја JW-55B на 14 разарача а истовремено је и наредио да JW-55B настави пловидбу што више ка северу.
У 14:00 часова, 25. децембра велики адмирал Дениц је наредио отпочињање Операције Источни фронт и да плодови исплове. Како је касније тврдио, операција је била виталан део немачке велике стратегије са циљем да смањи притисак на немачке трупе у СССР-у, а адмиралу Беју је нардеио да исплови јер му конвој није могао побећи. У првом тренутку метода напада је било поптуно препуштена Беју. Изгледало је да ће по први пут бити дозвољена апсолутна иницијатива заповеднику екадре, али је само неколико сати након испловљавања примио поруку од Врховне команде Кригсмарине да ће морати „одважно искористи тактичку ситуацију”, али да ће морати и „да одустане ако наиђе на надмоћније снаге” и да ће водити операцију „у скалду са прцизним информацијама о непријатељу'”'. Баш тих прецизних података о непријатељу ће Немци наредних двадесет четири сата бити лишени.
Потребно је истаћи и да адмирал Беј није имао никаквог искуства у координирању кретања великих бродова и ескадри разарача у условима тешких арктичких зима. До данас је остало неразјашњено да ли је планирао да делом својих снага привуче бродове из пратње, док би другим напао трговачке бродове.
На овом месту је значајно напоменути да је време поласка морало да буде померено како би адмирал Беј могао да пређе на бојни брод Шарнхорст што указује да он није очекивао да ће и та јединица учествовати у операцији Источни фронт. У 19:00 часова, 25. децембра бојни брод Шарнхорст је у пуној брзини испловио у Баренцово море у пратњи пет разарача.
Адмирал Беј је пловио ка северу брзином од 25 чворова. Време је било изузетно лоше и јиш од раног јутра се стално погоршавало. Но, са ватром у крму бродови су могли да плове брже ка северу. У поноћ је адмирал Беј, по мишљењу војних историчара, починио прву у читавом низу грешака прекинувши радио тишину не би ли разменио поруке са командом војнопоморске групе „Север” о временским условима и предстојећим кретањима, које су Британци одмах ухватили!
У 03:39 часова 26. децембра адмирал Фрејзер је био обавештен да је бојни брод „Шарнхорст” испловио. У том тренутку немачке снаге су биле на око 160 километара од конвоја и пловиле су ка северу. Адмирал Фрејзер је био удаљен око 322 километра и пловио је ка истоку, док су крстарице под командом адмирала Барнета била удаљене око 242 километара и пловиле су ка западу. Тиме се конвој JW-55B доводио у све опаснију ситуацију, јер му се немачка ескадра све више приближавала. У 06:28 часова адмирал Фрејзер је наредио конвоју да скрене ка североистоку, чиме би бојном броду „Шарнхорст” отежао тражење. И без тог маневра, адмирал Беј је имао и превише проблема. Најкритичније је било то што немачко радио извиђање није ухватило ни једну британску поруку у којима је адмирал Фрејзер захтевао да му конвој и адмирал Барнет јављају своје положаје. Због тога су се немачке снаге управљале по извештајима који су били застарели и из којих су се могли извући погрешни закључци. У поруци која је стигла претходног дана у 15:10 часова речено је да у кругу од око 80 km око конвоја није примећен ни један британски брод. Немци су напросто морали да знају да су ти извештаји у датим временским условима од веома мале вредности.
Другу фаталну грешку адмирал Беј начинио је у 07:00 часова, када је скренуо ка северозападу и наредио разарачима да се разиђу и потраже конвој. Разарачи под командом капетана Јоханесена, на разарачу Z-29, морали су да плове против таласа, те су били принуђени да смање брзину на 10 чворова. Тако се испоставило да је адмирал Беј намерно распршио своје снаге у крајње неизвесној ситуацији. И поред свега био је у доброј позицији да настави тражење између крстарица адмирала Барнета и конвоја ~ све док у 08:20 часова није поново скренуо ка северу, али о промени курса није обавестио разараче. Тада је почео да се приближава крстарицама адмирала Барнета, а удаљеност између њих се нагло смањивала. У 08:40 часова догодило се оно што је и било неизбежно ~ радар са лаке крстарице „Белфаст” ухватио је бојни брод „Шарнхорст” на удаљености од око 26 km, а бродови под командом адмирала Барнета су се приближавали. У 09:21 час лака карсатица „Шефилд” је на само десетак километара угледала „Шарнхорст”.

## Битка
Битка је отпочела у 09:29 часова, када су крстарице под командом адмирала Барнета отвориле ватру на „Шарнхорст”. Међутим, само је тешка крстарица „Норфолк” успела да испали неколико салви из топова калибра 203 мм, пре него што је бојни брод „Шарнхорст” окренуо ка југоистоку, а затим ка северу у покушају да избегне британске ратне бродове. Адмирал Барнет је знајући да су четири разарача из пратње конвоја на путу ка њему, окренуо је како би крстарице ушле у простор између конвоја и бојног брода „Шарнхорст”.
Адмирал Беј је био невероватно изненађен, јер се испоставило да је веома пуно преценио британске снаге. Својим топовима је могао веома лако да уништи сваку бритаснку лако оклопљену лаку крстарицу, а да притоме не буде и сам угрожен. Међутим, могуће је да га је Шарнхорстово прилично лоше гађање непокретних мета на Шпицбершким острвима ипак нагнало да избегава артиљеријске дуеле, а поред свега тога није располагао ватреном моћи својих разарача који су имали топове калибра 150 мм. То је покушао да исправи наредивши разарачима да крену ка североистоку, према „Шарнхорсту” док буде тражио конвој.
Изванредан маневар који су извеле крстарице састојао се у томе, да су пожуриле у смеру конвоја и формирале одбрамбени зид на око 20-так километара од самог конвоја, и баш тај меневар ће полако преокренути ситуацију у корист Британаца. Снаге адмирала Барнета тако су употпуниле британску замку ~ конвој је био мамац који је мамио Немце. Адмирал Фрејзер је од самог почетка знао да неће моћи да пресретне „Шарнхорст”, сем ако се он не буде упустио у борбу са крстарицама под командом адмирала Фрејзера.
у 11:58 часова адмирал Беј чини и четврту грешку тако што је одбацује прилику да концентрише снаге наредивши разарачима да наставе потрагу за конвојем; тако су још једном разарачи под командом капетана Јоханесена морали да се боре против таласа док су се пробијали ка западу.
у 12:05 часова радар са крстарице „Белфаст” је опет регистровао „Шарнхорст”, само што су овог пута положаји били обрнути ~ крстарице адмирала Фрејзера биле су на западу и отвориле су ватру у 12:21 час.